# Estação João de Deus
A Estação João de Deus é uma estação do Metro do Porto em Vila Nova de Gaia. Está situada a meio da Avenida da República, em frente ao El Corte Inglés, com passagem subterrânea directa.

O nome João Deus advêm do facto da estação estar implantada no local onde a Avenida da República corta em duas partes a Rua João de Deus. O seu nome de projecto era Estação Parque República.